# سلمي ريس
سلمي ريس (بالبرتغالية: Selma Reis‏) هي مغنية وممثلة برازيلية، ولدت في 24 أغسطس 1960 في ريو دي جانيرو في البرازيل، وتوفيت في 19 ديسمبر 2015 في ترسوبوليس ‏ في البرازيل.

## وصلات خارجية
- الموقع الرسمي
- سلمي ريس على موقع IMDb (الإنجليزية)
- سلمي ريس على موقع ميوزك برينز (الإنجليزية)
- سلمي ريس على موقع ديسكوغز (الإنجليزية)